# Laevidentalium leptosceles
Laevidentalium leptosceles är en blötdjursart som först beskrevs av Watson 1879.  Laevidentalium leptosceles ingår i släktet Laevidentalium och familjen Laevidentaliidae. Inga underarter finns listade i Catalogue of Life.